# Мтиултубани
Мтиултубани (груз. მთიულთუბანი) — село в Грузии, на территории Каспского муниципалитета края (мхаре) Шида-Картли.

## География
Село находится в центральной части Грузии, в пределах долины реки Тедзами (правый приток Куры), на расстоянии приблизительно 8 километров (по прямой) к юго-юго-западу от города Каспи, административного центра муниципалитета. Абсолютная высота — 939 метров над уровнем моря.

## Население
По результатам официальной переписи населения 2014 года, в Мтиултубани проживало 48 человек (27 мужчин и 21 женщина). В национальной структуре населения грузины составляли 97,9 %, армяне — 2,1 %.
| Год  | Население, человек |
| ---- | ------------------ |
| 2002 | 58                 |
| 2014 | ↘ 48               |